# On prend toujours un train pour la vie
On prend toujours un train pour la vie est une émission de télévision québécoise créée, animée et produite par Josélito Michaud, en collaboration avec les Productions Minh Thao. Elle a été diffusée sur les ondes de Radio-Canada de 2008 à 2013.

## Synopsis
L'émission est une série d'entretiens entre Josélito Michaud et des invités à bord de l'Orford Express, voyageant entre Magog et Sherbrooke. Ayant vécu un événement marquant (deuil, maladie, accident, etc.), les invités partagent la façon dont ils ont tourné la page ou donné un nouveau sens à leur vie.

## Saisons et épisodes

### Premières Saisons sur DVD
Certains des épisodes diffusés pendant les premières saisons de l'émission se sont vendus sous forme de coffret DVD.

### Saison 3 (2010)[2]

#### Un train pour la vie
| Épisode | Date de diffusion | Invités                                                         |
| ------- | ----------------- | --------------------------------------------------------------- |
| 1       | 23 mai 2010       | aperçu de la saison                                             |
| 2       | 30 mai 2010       | Pénélope McQuade et Chantal Jolis                               |
| 3       | 6 juin 2010       | Claude Béchard et Daniel Casgrain                               |
| 4       | 13 juin 2010      | Guy Carbonneau et Michel Bergeron                               |
| 5       | 20 juin 2010      | Andréanne et Élise Chartrand-Beaudry, et Michel Barrette        |
| 6       | 27 juin 2010      | François-Louis Tremblay et Roméo Dallaire                       |
| 7       | 4 juillet 2010    | Alain Pouliot et Dominique Michel                               |
| 8       | 11 juillet 2010   | Dave St-Pierre et Michelle Courchesne                           |
| 9       | 18 juillet 2010   | Sébastien Tougas et Boucar Diouf                                |
| 10      | 25 juillet 2010   | Pierre Légaré et Martin Lajeunesse                              |
| 11      | 1 août 2010       | Kim Thúy et Louise Harel (en rediffusion)                       |
| 12      | 8 août 2010       | Marie-Sissi Labrèche et Charles Tisseyre (en rediffusion)       |
| 13      | 15 août 2010      | Éliane Parent et Zachary Richard                                |
| 14      | 22 août 2010      | Pierrette Richer et André Robitaille                            |
| 15      | 29 août 2010      | Did Tafari Bélizaire et Yves Desgagnés                          |
| 16      | 5 septembre 2010  | Dominique Poirier, Marie-Paule McInnis et l’abbé Raymond Gravel |

#### Un train pourNoël
| Épisode | Date de diffusion | Invités                                                                          |
| ------- | ----------------- | -------------------------------------------------------------------------------- |
| 1       | 13 décembre 2010  | Mario Pelchat, Michel Louvain, et Guylaine Tremblay et Bobinette/Christine Lamer |
| 2       | 14 décembre 2010  | Sylvie Desgroseilliers, Laurent Paquin et Edgar Fruitier, et Marina Orsini       |
| 3       | 20 décembre 2010  | Alain Choquette, Dr Julien, et la famille Parent                                 |
| 4       | 21 décembre 2010  | Yves Lambert et le Bébert Orchestra, et Les Grandes Gueules                      |
| 5       | 27 décembre 2010  | Ima et Janette Bertrand                                                          |
| 6       | 28 décembre 2010  | Denis Bouchard et Valérie Blais                                                  |

### Saison 4 (2011)[4]

#### Un train pour la vie
| Épisode | Date de diffusion | Invités                                           |
| ------- | ----------------- | ------------------------------------------------- |
| 1       | 29 mai 2011       | Maxime Landry et Gilbert Rozon                    |
| 2       | 5 juin 2011       | Serge Lama et Cœur de pirate                      |
| 3       | 12 juin 2011      | Michel Jasmin et Mario Saint-Amand                |
| 4       | 19 juin 2011      | Louis Morissette et Isabelle Maréchal             |
| 5       | 26 juin 2011      | Fabienne Larouche et Mario Tremblay               |
| 6       | 3 juillet 2011    | Marie Laberge et Pierre Marcotte                  |
| 7       | 10 juillet 2011   | Isabelle Gaston                                   |
| 8       | 12 juillet 2011   | Luc Picard et Jean-François Chicoine              |
| 9       | 24 juillet 2011   | Denise Bombardier et India Desjardins             |
| 10      | 31 juillet 2011   | Daniel Pinard et Sonia Benezra                    |
| 11      | 7 août 2011       | Patrick Labbé et Dany Laferrière                  |
| 12      | 14 août 2011      | Michel Dumont et André Melançon                   |
| 13      | 17 août 2011      | Patrice Godin, Sylvie Drapeau et Suzanne Lévesque |
| 14      | 28 août 2011      | Alain Lefèvre et Louise Deschâtelets              |
| 15      | 4 septembre 2011  | Véronique Cloutier                                |

#### Un train pourNoël
| Épisode | Date de diffusion | Invités                                   |
| ------- | ----------------- | ----------------------------------------- |
| 1       | 22 novembre 2011  | Guillaume Lemay-Thivierge et Luc Langevin |
| 2       | 29 novembre 2011  | Éric Salvail et Patrick Norman            |
| 3       | 6 décembre 2011   | Mario Jean et Louis-François Marcotte     |
| 4       | 13 décembre 2011  | Lise Dion et Natalie Choquette            |
| 5       | 20 décembre 2011  | Jean-Michel Anctil et France D'Amour      |

### Saison 5 (2012)[5]
Les deux dernières saisons de l'émission rassemblent les confidences d'une cinquantaine d'invités, inconnus des médias et du grand public.

#### Un train pour la vie
| Épisode | Date de diffusion | Invités |
| ------- | ----------------- | --- |
| 1       | 27 mai 2012       | Sophie Dorion et Cristina Garabatos, Louisette et Gabriel Charbonneau, et Marie-Claude Lemieux et Frédéric Boulianne     |
| 2       | 3 juin 2012       | France Carignan, Mathieu Giguère et Alexandre Lapointe                                                                   |
| 3       | 10 juin 2012      | Guillaume Letendre, David Marenger et Adam Rousseau                                                                      |
| 4       | 17 juin 2012      | David Turner, Sébastien Sasseville et Annie Pellerin                                                                     |
| 5       | 24 juin 2012      | Dr Robert Patenaude, ex-juge Louis de Blois, et Johanne Riendeau et Nancy Houde                                          |
| 6       | 1 juillet 2012    | Geneviève Bergeron-Colin, Jean-Pierre Langevin et France Geoffroy                                                        |
| 7       | 8 juillet 2012    | Gilles Kègle, James Santos et Vincent Pascale                                                                            |
| 8       | 15 juillet 2012   | Ève Line Lacoste, Nadia Seraiocco, et Françoise Algier et Roxanne Demers                                                 |
| 9       | 22 juillet 2012   | Alanna McColl, Léa-Rose Manseau, Monica Thibault, Les Docteurs Clowns (Alexis Roy et Melissa Holland), et Yves Choquette |
| 10      | 29 juillet 2012   | William et Édouard Sauvage, Juli Meilleur, et Geneviève Fortin                                                           |
| 11      | 5 août 2012       | Amélie Fortier-Cyr, Renaud Vinet-Houle et Valérie Paquin-Lemieux, et Mathieu-Joël et Robert Gervais                      |
| 12      | 12 août 2012      | Louise Desnoyers, Denis Dunn et La gang de PC, et Nicolas Bergeron                                                       |
| 13      | 26 août 2012      | Dominic Lafortune, Alexandre Lafortune et Hélène Desabrais, Père Francis Gadoury, et Adolphe Carrier                     |
| 14      | 2 septembre 2012  | Frédéric Poudrette, Francine Laplante, et Jean-François et Yolande Papin                                                 |
| 15      | 9 septembre 2012  | Annie Roberge, Kevin Mailhiot, et Paul et Charles St-Germain                                                             |

#### Un train pourNoël
| Épisode | Date de diffusion | Invités                                                                                   |
| ------- | ----------------- | ----------------------------------------------------------------------------------------- |
| 1       | 20 novembre 2012  | Marie-Lise Pilote, Dany Turcotte, Laurent Godbout, Brigitte Lafleur et Geneviève Rochette |
| 2       | 27 novembre 2012  | France Beaudoin et Kim Thúy                                                               |
| 3       | 4 décembre 2012   | Corneille et Sylvain Cossette                                                             |
| 4       | 11 décembre 2012  | Mes Aïeux et Daniel Lemire                                                                |
| 5       | 18 décembre 2012  | Marie-Ève Janvier, Jean-François Breau, Laurence Jalbert et Brigitte Boisjoli             |

### Saison 6 (2013)[7]
| Épisode | Date de diffusion | Invités |
| ------- | ----------------- | --- |
| 1       | 26 mai 2013       | Laure Frappier, Rose Dufour, Caroline Asselin, Chloé et Frédéric Gauthier                                                                       |
| 2       | 9 juin 2013       | Charles Dubois, Michel Laporte et Thérèse Pelletier                                                                                             |
| 3       | 16 juin 2013      | Jacques Feron et Roger Lefebvre, Nadia Émond et Daniel Déziel, et Marc-Olivier Rioux                                                            |
| 4       | 23 juin 2013      | Mélanie Lapointe, Sœur Marguerite Rivard et Michel Surprenant                                                                                   |
| 5       | 30 juin 2013      | Micheline Asselin, Pol Babin, Jean-François Bergeron, Linda Chouinard, Sylvie Massia et René Tapp                                               |
| 6       | 7 juillet 2013    | Bertrand Carle, Nathalie St-Amour, Lyne Thivierge, Benji, Carl, Charles, Malek et Philippe                                                      |
| 7       | 14 juillet 2013   | Gaétan Bouchard, Geneviève Brien, Véronique Côté et Dr Stanley Vollant                                                                          |
| 8       | 21 juillet 2013   | Olivier Gingras, Jacques Gingras, Michel Gouin, Evens Guercy, Caroline Morin, Stéphanie Nadeau et Tcheguevara Saint-Jean                        |
| 9       | 28 juillet 2013   | Richard Couture, Flor Angel Gonzalez Cedre, Meyrys Perez Gonzalez, Adonis Perez Lorenzo, Adonis Junior Perez Gonzalez et Dre Lucie Vaillancourt |
| 10      | 4 août 2013       | Benoit Bocage, Denis Boulanger, Diane Côté, Richard Côté et Suzanne Drouin                                                                      |
| 11      | 11 août 2013      | Gilles Desjardins, Alain Giguère, Johanne Lacroix, Christian Lallier, Karine Lebreux, Élianne Parent, Jocelyne Parent et Andrée Villeneuve      |
| 12      | 18 août 2013      | Sébastien Fortier, Cendy Jeannis, Dre Vania Jimenez, Michel Lemay, Ginette Létourneau, Amélie Sigouin et Mélanie St-Hilaire                     |
| 13      | 25 août 2013      | Kevin Cardin, Jean-Pierre Ouellet, Abbé Paradis, Isabelle Pellerin, Guylaine Privé et Marc Provencher                                           |
| 14      | 1 septembre 2013  | Jacy, Marie-Josée, Martin Blanchet, Sébastien Latulippe, Geneviève Quinty et Ginette Senécal                                                    |
| 15      | 8 septembre 2013  | Diane Borduas, Julie Bougie, Nicole Labrèche, Guy-Pierre Lévesque, Denise Ouellet, Daniel Ratté et Louis Rousseau                               |

## Prix
- 2013 : Nomination Prix Gémeaux Meilleure émission ou série d'entrevues ou talk-show[8]
- 2010 : Nomination Prix Gémeaux Claude Fafard, Meilleure réalisation, variétés toutes catégories[9]